# Символ лиры
Символ или знак лиры (₤) — типографский символ, который входит в группу «Символы валют» (англ. Currency Symbols) стандарта Юникод: оригинальное название — Lira sign (англ.); код — U+20A4. Предназначался для представления денежных единиц с названием «лира», но не получил широкого распространения. Предпочтительнее использовать в этом качестве символ фунта (£, U+00A3).

## Начертание
Символ «₤» представляет собой заглавную латинскую букву «L», перечеркнутую одной или двумя горизонтальными штрихами. Конкретное начертание зависит от использованного шрифта. Часто в одном и том же шрифте, если знак «£» (U+00A3) выполнен с одним штрихом, то знак «₤» (U+20A4) прорисовывается с двумя.

## Происхождение символа
Либра (лат. libra — весы, баланс, равновесие) — ключевая единица измерения массы в Древнем Риме. От неё произошли названия денежных единиц и единиц измерения массы многих европейских стран: лира (итал. lira) в Италии, ливр (фр. livre) во Франции, либра (исп. libra) в Испании, литра (др.-греч. λίτρα) в Византии. Другая линия терминов происходит от второй части полной версии древнеримского термина — либральный вес (лат. libra pondo — дословно «сбалансированный, должный, правильный вес»): фунт (англ. pound) в Англии, пунт (ирл. punt) в Ирландии, фунд (нем. Pfund) в германских государствах, русский фунт и другие фунты, использовавшиеся как единицы измерения массы и денежные единицы. Вне зависимости от заимствованной части полного наименования древнеримской единицы измерения (libra или pondo), которая стала названием местной денежной единицы или единицы измерения массы, их сокращения, усвоенные европейцами, как правило, образованы от латинского слова libra, даже если они и называются фунтами — «lib», «lb», «℔», «L», «₤», «£».

## Использование в качестве сокращения названий денежных единиц
Символ «₤» должен был использоваться для представления итальянской лиры, а также некоторых других валют с названием «лира». Он был включён в Юникод для совместимости с кодировочной таблицей HP Roman-8, которая использовалась в драйверах для принтеров, но не получил широкого распространения. Более предпочтительным вариантом для представления валют с названием «лира» является символ фунта — £ (U+00A3).
С 2012 года у турецкой лиры появился собственный знак — ₺ (U+20BA), до этого могли использоваться и символ фунта («£»), и символ лиры («₤»).